# Гутка
Гутка (словац. Hutka) — село в Словаччині, Бардіївському окрузі Пряшівського краю. Розташоване в північно-східній частині Словаччини.
Вперше згадується у 1618 році. Населене українцями, але після Другої світової війни — під загрозою переселення в УССР — абсолютна більшість селян переписалася на словаків та русинів.
В селі є православна церква з 1923 р. збудована на місці старшої дерев'яної церкви, яку знищили у 1915 р.

## Географія
Протікає річка Мірошовец.

## Населення
| Рік:            | 1993 | 2003    | 2013    | 2023     |
| --------------- | ---- | ------- | ------- | -------- |
| Кількість осіб: | 102  | 94      | 86      | 96       |
| Різниця:        |      | -7,84 % | -8,51 % | +11,62 % |

| Рік:            | 2022 | 2023    |
| --------------- | ---- | ------- |
| Кількість осіб: | 97   | 96      |
| Різниця:        |      | -1,03 % |

В селі проживає 85 осіб.
Національний склад населення (за даними останнього перепису населення — 2001 року):
- словаки — 78,72 %
- русини — 17,02 %
- українці — 2,13 %
- поляки — 1,06 %

Склад населення за релігійною приналежністю станом на 2001 рік:
- православні — 58,51 %,
- греко-католики — 26,60 %,
- римо-католики — 13,83 %,
- протестанти — 1,23 %,
- не вважають себе віруючими або не належать до жодної вищезгаданої церкви — 1,06 %